# Museu dos esgotos de Paris
O Museu dos esgotos de Paris (Musée des Égouts de Paris) é um museu do esgoto localizado no 7.º Distrito, em Paris, na França.
Está aberto diariamente e uma taxa de admissão é cobrada.
Desde 1889, que são organizadas visitas aos esgotos da cidade.
O museu visita-se as obras de Eugène Belgrand, responsável pela modernização do sistema de esgotos de Paris, durante o século XIX.
Em 2007, o museu recebeu cerca de 95 000 visitantes.